# Villers-aux-Vents
Villers-aux-Vents is een gemeente in het Franse departement Meuse (regio Grand Est) en telt 105 inwoners (1999). De plaats maakt deel uit van het arrondissement Bar-le-Duc.

## Geografie
De oppervlakte van Villers-aux-Vents bedraagt 6,1 km², de bevolkingsdichtheid is 17,2 inwoners per km².
De onderstaande kaart toont de ligging van Villers-aux-Vents met de belangrijkste infrastructuur en aangrenzende gemeenten.

## Demografie
Onderstaande figuur toont het verloop van het inwonertal (bron: INSEE-tellingen).